# آبشار جوزفین
آبشار جوزفین (به انگلیسی: Josephine Falls) آبشاری است که در استرالیا واقع شده و ارتفاع کلی ریزشگاه آن N/A است.